# Lafayette McLaws

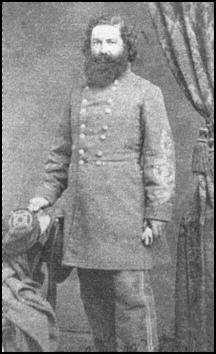
Lafayette McLaws.

Lafayette McLaws, född 15 januari 1821 i Augusta i Georgia, död 24 juli 1897 i Savannah i Georgia, var en amerikansk militär och general i sydstatsarmén.
McLaws utexaminerades från militärakademin i West Point på 48:e plats år 1842. Under mexikanska kriget kommenderades han till 7. infanteriregementet och tjänstgjorde under åren 1849–1851 som tillförordnad biträdande generaladjutant i New Mexicos militärområde. Den 23 mars 1861 begärde han avsked som kapten och utnämndes till överste för 10. Georgiaregementet.
Efter Peninsulakampanjen utnämndes McLaws till brigadgeneral den 25 september 1861. Den 17 december 1863 fråntogs han befälet av kårchefen James Longstreet. Jefferson Davis krävde att McLaws skulle återfå sin tjänst, varvid Longstreet hotade att avgå. Longstreet stöddes av Robert E. Lee och McLaws kommenderades till en avkrok i Georgia. Han kom senare att kapitulera tillsammans med Joseph E. Johnston i Greensboro, North Carolina.
McLaws återvände till Augusta efter kriget, arbetade inom försäkringsbranschen och var under åren 1875–1876 postmästare i Savannah.